# Samotnia-Hütte

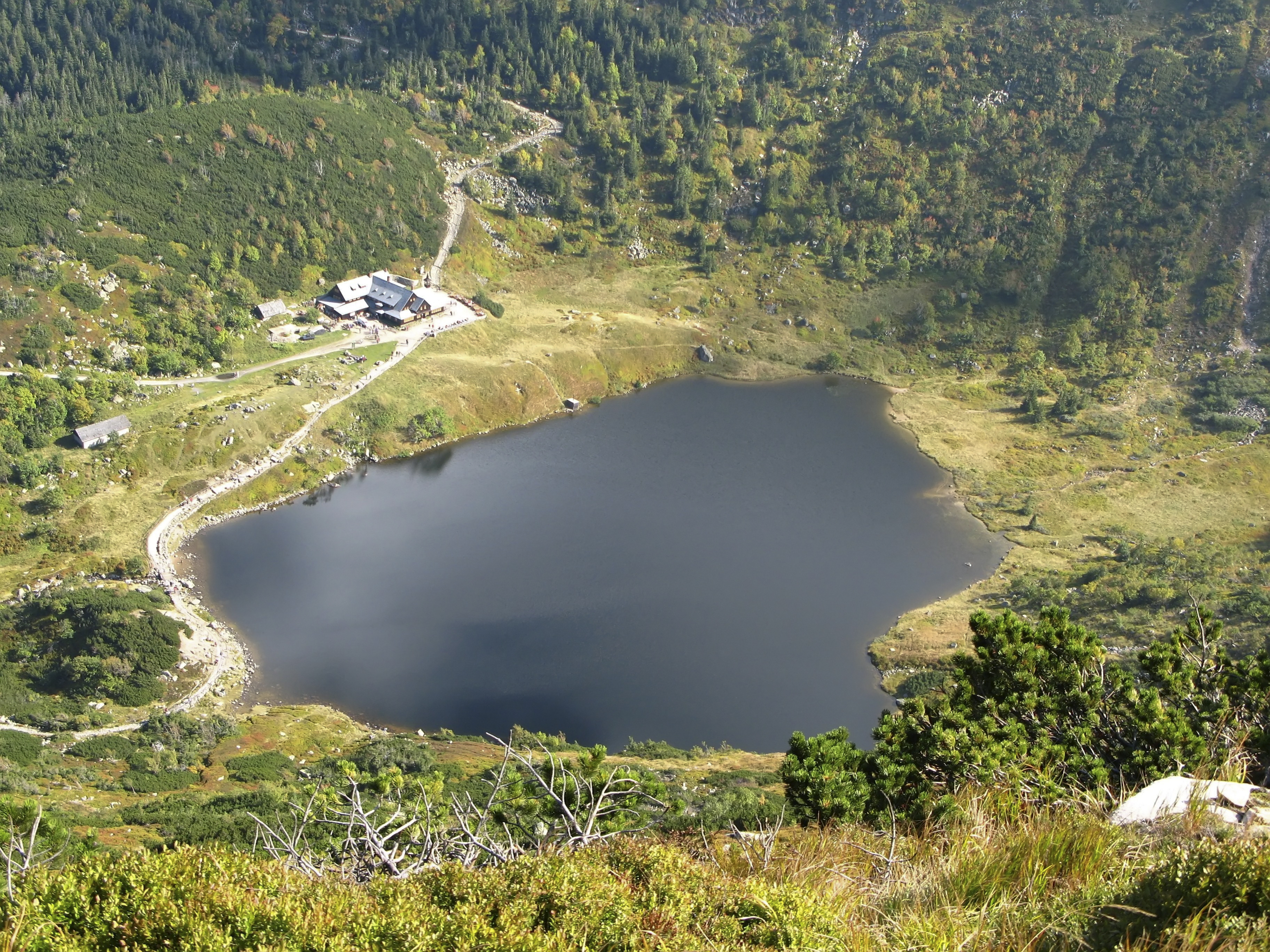
Blick auf die Hütte vom Sudeten-Hauptwanderweg

Die Samotnia-Hütte (polnisch Schronisko PTTK „Samotnia“, deutsch Kleine Teichbaude, kurz Teichbaude) liegt auf einer Höhe von 1195 m n.p.m. in Polen im Riesengebirge, einem Gebirgszug der Sudeten, am Karsee Mały Staw (Kleiner Teich).

## Geschichte
Die Baude wurde 1670 errichtet und gilt als eine der ältesten und am schönsten gelegenen Bauden im Riesengebirge. Sie steht im Eigentum des PTTK.

## Zugänge
Die Hütte ist über mehrere markierte Wanderwege von Karpacz (Krummhübel) zum Koppenplan erreichbar. Oberhalb des Kars liegt in geringer Entfernung die Baude Schronisko Strzecha Akademicka mit einer deutlich größeren Bettenkapazität.

## Panorama

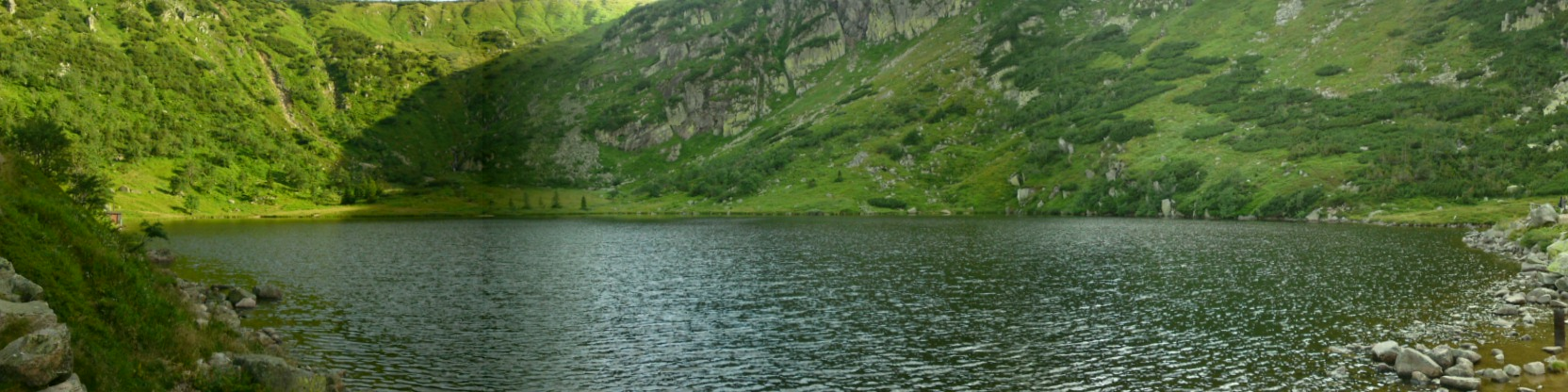
Blick von der Hütte auf den Karsee Mały Staw

## Touren

### Gipfel
- Schneekoppe (1603 m)